# Pydna
Pydna (Grieks: Πύδνα) is een gemeente in de Griekse regio Centraal-Macedonië met 4012 inwoners.

## Geschiedenis
De plaats werd vooral beroemd door de Slag bij Pydna die plaatsvond in 168 v.Chr. De Romeinen versloegen daar de Macedonische koning Perseus en annexeerden zijn koninkrijk.